# Districtul U Thong
U Thong (în thailandeză อู่ทอง) este un district (Amphoe) din provincia Suphanburi, Thailanda, cu o populație de 121.421 de locuitori și o suprafață de 630,29 km².